# Estación de Artigues-Sant Adrià
Artigues | Sant Adrià es una estación de la línea 2 del Metro de Barcelona situada debajo de la avenida Alfons XIII en Badalona a 31 metros del término municipal (según el R.D. de 1955) de San Adrián de Besós.
La estación se inauguró en 1985 con el nombre de Joan XXIII y como parte de la línea 4. Pero en 2002 con el traspaso del tramo de La Pau a Pep Ventura de la línea 4 a la línea 2 pasó a ser una estación de dicha línea, y cambió su nombre por el actual de Artigues | Sant Adrià por cortesía del Ayuntamiento de Badalona y se adaptó para personas con movilidad reducida.
| << cabecera | < estación | línea | estación > | cabecera >>           |
| ----------- | ---------- | ----- | ---------- | --------------------- |
| Metro       |            |       |            |                       |
| Paral·lel   | Verneda    |       | Sant Roc   | Badalona Pompeu Fabra |

- Datos: Q1929866
- Multimedia: Artigues-Sant Adrià metrostation / Q1929866